# GKS Tychy (hokej na lodzie)
GKS Tychy (pełna nazwa: Górniczy Klub Sportowy Tychy) – polski klub hokeja na lodzie mężczyzn z siedzibą w Tychach.

## Historia
Klub hokejowy GKS Tychy wywodzi swój rodowód z Murcek. W 1956 powstała tam sekcja hokeja na lodzie Górnika Murcki, która w sezonie 1964/1965 wywalczyła awans do ekstraklasy. 20 kwietnia 1971, z połączenia Polonii Tychy, kilku sekcji Górnika Wesoła oraz sekcji hokejowej Górnika Murcki, utworzono GKS Tychy. Na wyniki trzeba było poczekać do sezonu 1980/1981. Górniczy Klub Sportowy Tychy prowadzony przez czechosłowackiego trenera Zdenka Habera uplasował się na trzecim miejscu. Pod nazwą GKS Tychy drużyna walczyła o ligowe punkty w latach 1971-1992 (poza 1,5 roczną przerwą w latach 1981-1982, gdy występowała jako Piast Tychy).

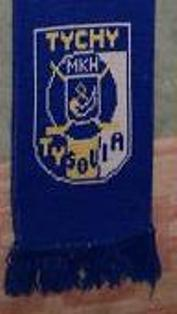
Herb Tysovii na szaliku kibicowskim

W latach 1992–1996 klub zmienił nazwę na MKH Tysovia Tychy. Następnie przez 3 sezony działał pod nazwą TTS Tychy (Tyskie Towarzystwo Sportowe), a od 30 sierpnia 1999 istnieje jako Górnośląski Klub Sportowy Tychy. W 2005 GKS Tychy zdobył pierwsze Mistrzostwo Polski. W następnym sezonie nie udała się obrona mistrzostwa – Tychy przegrały w finale rozgrywek z Cracovią. Rok później klub ponownie wywalczył tytuł wicemistrzowski – tym razem na drodze do Mistrzostwa Polski stanęło Podhale Nowy Targ. W lipcu 2008 klub powrócił do historycznej nazwy Górniczy Klub Sportowy Tychy.
Tychy są najczęstszym Zdobywcą Pucharu Polski w HL. 30 grudnia 2008 tyscy hokeiści zdobyli to trofeum po raz czwarty, a trzeci raz z rzędu. Tym samym, jako pierwszy klub hokejowy otrzymali Puchar Polski na własność. Dokładnie rok później, tyszanie po zwycięstwie nad Naprzodem Janów, po raz piąty (czwarty z rzędu) zdobyli Puchar Polski, czym po raz drugi uzyskali go na własność.

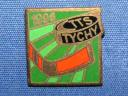
Odznaka TTS Tychy

W maju 2011 na podstawie uchwały Nadzwyczajnego Walnego Zebrania Członków Stowarzyszenia klub Górnośląski Klub Sportowy Tychy został przejęty przez spółkę akcyjną Tyski Sport. Kapitał spółki wyniósł 19 milionów złotych. Zmiana właściciela korzystnie ma wpłynąć na regularność płatności w klubie.
28 grudnia 2014 Tychy zdobyły Puchar Polski HL po raz szósty. 2 kwietnia 2015 drugi raz drużyna została Mistrzem Polski zwyciężając drużynę z Jastrzębia Zdroju. 1 czerwca 2015 prezesem spółki Tyski Sport został Grzegorz Bednarski, który na tym stanowisku został następcą Aliny Sowy. W edycji 2015/2016 Pucharu Kontynentalnego GKS Tychy, jako pierwszy w historii polski klub, awansował do Superfinału tych rozgrywek, zajmując ostatecznie trzecie miejsce. W połowie 2019 nowym prezesem zarządu Tyski Sport S.A. został Krzysztof Woźniak.

## Sukcesy

### Międzynarodowe
- Puchar Kontynentalny:
  - 3. miejsce (1): 2015/2016
  - II runda (2): 2005/2006, 2017/2018
  - III runda (1): 2016/2017

### Krajowe
- Mistrzostwa Polski:
  - 1. miejsce (6): 2005, 2015, 2018, 2019, 2020[a], 2025
  - 2. miejsce (10): 1988, 2006, 2007, 2008, 2009, 2011, 2014, 2016, 2017, 2023
  - 3. miejsce (8): 1981, 1983, 2002, 2004, 2010, 2013, 2021, 2024
- I liga:
  - 1. miejsce (2): 1975, 1979
- Puchar „Sportu” i PZHL
  - Zdobywca (1): 1984
  - Finalista (1): 1983
- Puchar Polski:
  - Zdobywca (11): 2001, 2006, 2007, 2008, 2009, 2014, 2016, 2017, 2022, 2023, 2024
- Superpuchar Polski:
  - Zdobywca (4): 2015, 2018, 2019, 2023
  - Pretendent (3): 2017, 2020, 2024

### Indywidualne
Tytuł Króla strzelców:
- 2013: Mikołaj Łopuski (32 gole)

Plebiscyt Złoty Kij:
- 1983: Henryk Gruth
- 1988: Henryk Gruth
- 1991: Mariusz Czerkawski
- 2008: Arkadiusz Sobecki

## Sezony
Wyniki ze wszystkich sezonów GKS Tychy
- 1971/1972: 9. miejsce w I lidze[b]
- 1972/1973: 8. miejsce w I lidze
- 1973/1974: 10. miejsce w I lidze spadek
- 1974/1975: 1. miejsce w II lidze awans
- 1975/1976: 7. miejsce w I lidze
- 1976/1977: 7. miejsce w I lidze
- 1977/1978: 8. miejsce w I lidze spadek
- 1978/1979: 1. miejsce w II lidze awans
- 1979/1980: 7. miejsce w I lidze
- 1980/1981:  3. miejsce w I lidze
- 1981/1982: 7. miejsce w I lidze
- 1982/1983:  3. miejsce w I lidze
- 1983/1984: 4. miejsce w I lidze
- 1984/1985: 5. miejsce w I lidze
- 1985/1986: 5. miejsce w I lidze
- 1986/1987: 6. miejsce w I lidze
- 1987/1988:  2. miejsce w I lidze
- 1988/1989: 6. miejsce w I lidze
- 1989/1990: 8. miejsce w I lidze
- 1990/1991: 7. miejsce w I lidze
- 1991/1992: 8. miejsce w I lidze
- 1992/1993: 7. miejsce w I lidze
- 1993/1994: 5. miejsce w I lidze
- 1994/1995: 8. miejsce w I lidze
- 1995/1996: 10. miejsce w I lidze
- 1996/1997: 12. miejsce w I lidze
- 1997/1998: 9. miejsce w I lidze
- 1998/1999: 7. miejsce w I lidze
- 1999/2000: 5. miejsce w PLH[c]
- 2000/2001: 4. miejsce w PLH,  Puchar Polski
- 2001/2002:  3. miejsce w PLH
- 2002/2003: 6. miejsce w PLH, półfinał Pucharu Polski
- 2003/2004:  3. miejsce w PLH
- 2004/2005:  Mistrzostwo Polski, półfinał Pucharu Polski
- 2005/2006:  2. miejsce w PLH, II runda Pucharu Kontynentalnego
- 2006/2007:  2. miejsce w PLH,  Puchar Polski
- 2007/2008:  2. miejsce w PLH,  Puchar Polski
- 2008/2009:  2. miejsce w PLH,  Puchar Polski
- 2009/2010:  3. miejsce w PLH,  Puchar Polski
- 2010/2011:  2. miejsce w PLH, półfinał Pucharu Polski
- 2011/2012: 5. miejsce w PLH
- 2012/2013:  3. miejsce w PLH, półfinał Pucharu Polski
- 2013/2014:  2. miejsce w PHL, półfinał Pucharu Polski
- 2014/2015:  Mistrzostwo Polski,  Puchar Polski
- 2015/2016:  2. miejsce w PHL, półfinał Pucharu Polski,  Superpuchar Polski,  3. miejsce w Pucharze Kontynentalnym
- 2016/2017:  2. miejsce w PHL, III runda Pucharu Kontynentalnego,  Puchar Polski
- 2017/2018:  Mistrzostwo Polski,  Puchar Polski
- 2018/2019:  Mistrzostwo Polski,  Superpuchar Polski
- 2019/2020:  Mistrzostwo Polski,  Superpuchar Polski
- 2020/2021:  3. miejsce w PHL, półfinał Pucharu Polski
- 2021/2022: 4. miejsce w PLH
- 2022/2023:  2. miejsce w PHL,  Puchar Polski
- 2023/2024:  3. miejsce w PHL,  Puchar Polski
- 2024/2025::  Mistrzostwo Polski,  Puchar Polski

## Szkoleniowcy
Trenerami zespołu byli Pavel Hulva, František Vorlíček, Siergiej Wojkin, w sezonie 2001/2002 Zbyněk Neuvirth i Rudolf Roháček. W kwietniu 2013 kierownikiem sekcji hokeja na lodzie Tyski Sport Spółki Akcyjnej, odpowiedzialnym za kadrę drużyny, został były trener zespołu, Wojciech Matczak. W kwietniu 2013 po raz drugi szkoleniowcem został Czech Jiří Šejba (po raz pierwszy był w sezonie 2010/2011), a jego asystentem Krzysztof Majkowski. Po sezonie 2016/2017 ważny kontrakt z trenerem Jiřím Šejbą został rozwiązany. W maju 2017 pierwszym trenerem został Białorusin Andrej Husau, jego asystentem rodak Siarhiej Szapiaciuk, a w sztabie szkoleniowym pozostali Krzysztof Majkowski i Arkadiusz Sobecki. 14 stycznia 2020 Andrej Husau zrezygnował ze stanowiska szkoleniowca, a jego następcą został Krzysztof Majkowski. W 2020 do sztabu dołączył Adam Bagiński. 1 listopada 2021 ogłoszono odejście ze sztabu szkoleniowego trenera bramkarzy Arkadiusza Sobeckiego. 28 grudnia 2021 ogłoszono odejście Krzysztofa Majkowskiego ze stanowiska głównego trenera GKS Tychy. Obowiązki szkoleniowca objął tymczasowo Adam Bagiński, a jednocześnie nowym głównym trenerem został ogłoszony Andriej Sidorienko, który objął posadę od początku stycznia 2021. Latem 2023 trenerem bramkarzy został Białorusin Jan Szalapniou. 5 października 2023 poinformowano, że Andriej Sidorienko został odsunięty od prowadzenia drużyny, a jego miejsce zajął tymczasowo dotychczasowy asystent, Adam Bagiński. 7 października 2023 podano do wiadomości, że kontrakt z Sidorienką został rozwiązany. 15 października 2023 potwierdzono, że nowym szkoleniowcem GKS Tychy został Pekka Tirkkonen. W kwietniu 2024 nowym kierownikiem sekcji został Jarosław Rzeszutko.
Aktualny sztab szkoleniowy
- Pekka Tirkkonen – główny trener
- Adam Bagiński – trener w sztabie
- Arkadiusz Sobecki – trener bramkarzy
- Wojciech Matczak – kierownik sekcji hokeja na lodzie

## Hokeiści

### Galeria sław
Klub sportowy uhonorował trzech hokeistów wpisując ich do swojej Galerii Sław i wywieszając na lodowisku koszulki z numerami, w których występowali na koszulkach:
- 6 – Henryk Gruth
- 14 – Krystian Woźnica[28] (do 2018 z tym numerem występował jego syn, Michał)[29]
- 21 – Mariusz Czerkawski

### Kadra w sezonie2024/2025
Na podstawie materiału źródłowego:
|  |  | Bramkarze: - Szymon Chabior - Tomáš Fučík - Kamil Lewartowski Obrońcy: - Roni Allén - Olaf Bizacki - Mateusz Bryk - Bartosz Ciura - Valtteri Kakkonen - Olli Kaskinen - Jan Matera - Bartłomiej Pociecha - Karol Sobecki - Olli-Petteri Viinikainen - Wojciech Wilczok |  | Napastnicy: - Jere-Matias Alanen - Mateusz Gościński - Rasmus Heljanko - Bartłomiej Jeziorski - Filip Komorski – kapitan - Jan Krzyżek - Szymon Kucharski - Daņila Larionovs - Matias Lehtonen - Alan Łyszczarczyk - Joona Monto - Dominik Paś - Wiktor Turkin - Mateusz Ubowski - Mark Viitanen |